# 사바지오스

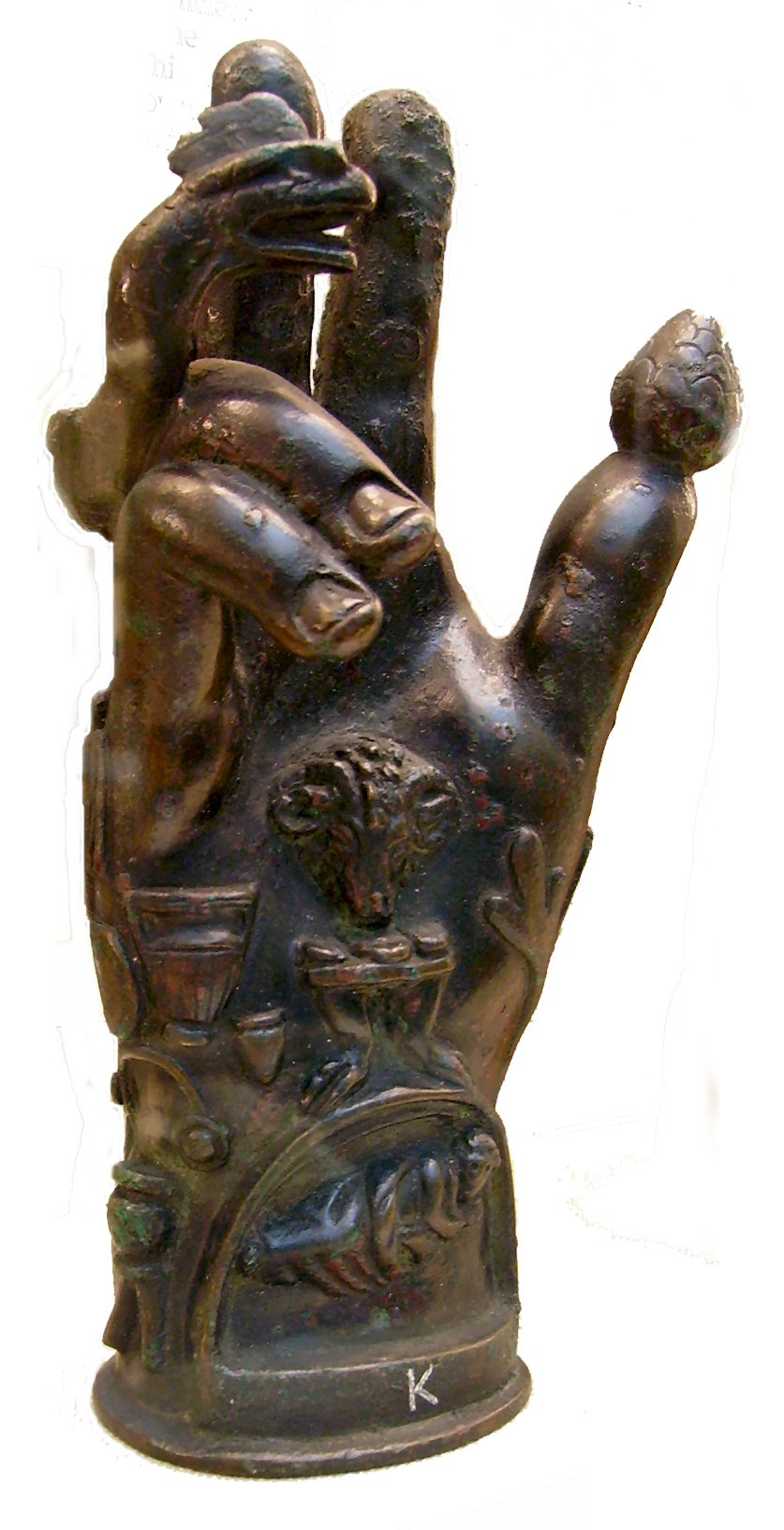
사바지오스 숭배에 사용된 청동 손 (대영박물관). 로마 1세기-2세기. 종교적 상징으로 장식된 손은 성지에 세워지거나 이처럼 행렬용 장대에 부착되도록 고안되었다. 16세기/17세기에 벨기에 투르네에서 발견된 또 다른 유사한 청동 손도 대영박물관에 소장되어 있다.

사바지오스(고대 그리스어: Σαβάζιος, 현대 발음 사바지오스; 또는 사바디오스)는 아나톨리아에서 기원한 신이다. 그는 프리기아인과 트라키아인의 기마자이자 천부신이다.
사바지오스는 특히 트라키아의 영향으로 중앙 발칸 반도에서 선호되어 로마 제국 전역에서 명성을 얻었다. 학자들의 논쟁은 오랫동안 사바지오스의 기원에 대해 논의해 왔으며, 현재의 합의는 그의 프리기아적 뿌리로 기울고 있다.
고대 그리스인들은 프리기아의 사바지오스를 해석하여 제우스와 디오니소스로 보았지만, 고대 로마 시대에 이르기까지 그를 묘사한 그림들은 항상 말에 탄 채 그의 특징적인 권능의 지팡이를 휘두르는 모습이었다.

## 금석문 증거
학자들에 따르면, 이 신의 이름은 금석문에서 다양하게 표기된다: Σεβάζιος, Σαβάζοις, Sabazius, Sabadius, Σαβασεἷος.

## 트라키아/프리기아의 사바지오스
이주하는 프리기아인들이 기원전 1천년기 초에 아나톨리아에 정착할 때 사바지오스를 데려왔으며, 이 신의 기원은 마케도니아 (지역)와 트라키아에서 찾아야 할 것으로 보인다. 현대의 불가리아에서 2000년에 발굴된 페르페리콘의 고대 성소는 사바지오스의 것으로 여겨진다.
사바지오스와 그의 추종자들, 그리고 프리기아의 토착 여신(키벨레) 사이의 초기 충돌은 호메로스가 프리아모스가 아마조네스와의 전투에서 프리기아인들을 도왔던 젊은 시절의 업적을 간략하게 언급한 데 반영되었을 수 있다. 다른 에게해 문화 전반에 걸친 신화적 조정과 유사한 종교적 타협의 한 측면은 훗날 프리기아의 왕 고르디아스가 "키벨레와 함께" 미다스를 입양한 데서 읽을 수 있다.
원주민 종교의 피조물 중 하나는 달 황소였다. 보스턴 미술관의 로마 대리석 부조에서 사바지오스의 말이 황소의 머리에 발굽을 올려놓은 방식에서 그와 여신과의 관계를 짐작할 수 있다. 비록 로마 시대의 것이지만, 이 상징적인 이미지는 훨씬 더 이전의 것으로 보인다.

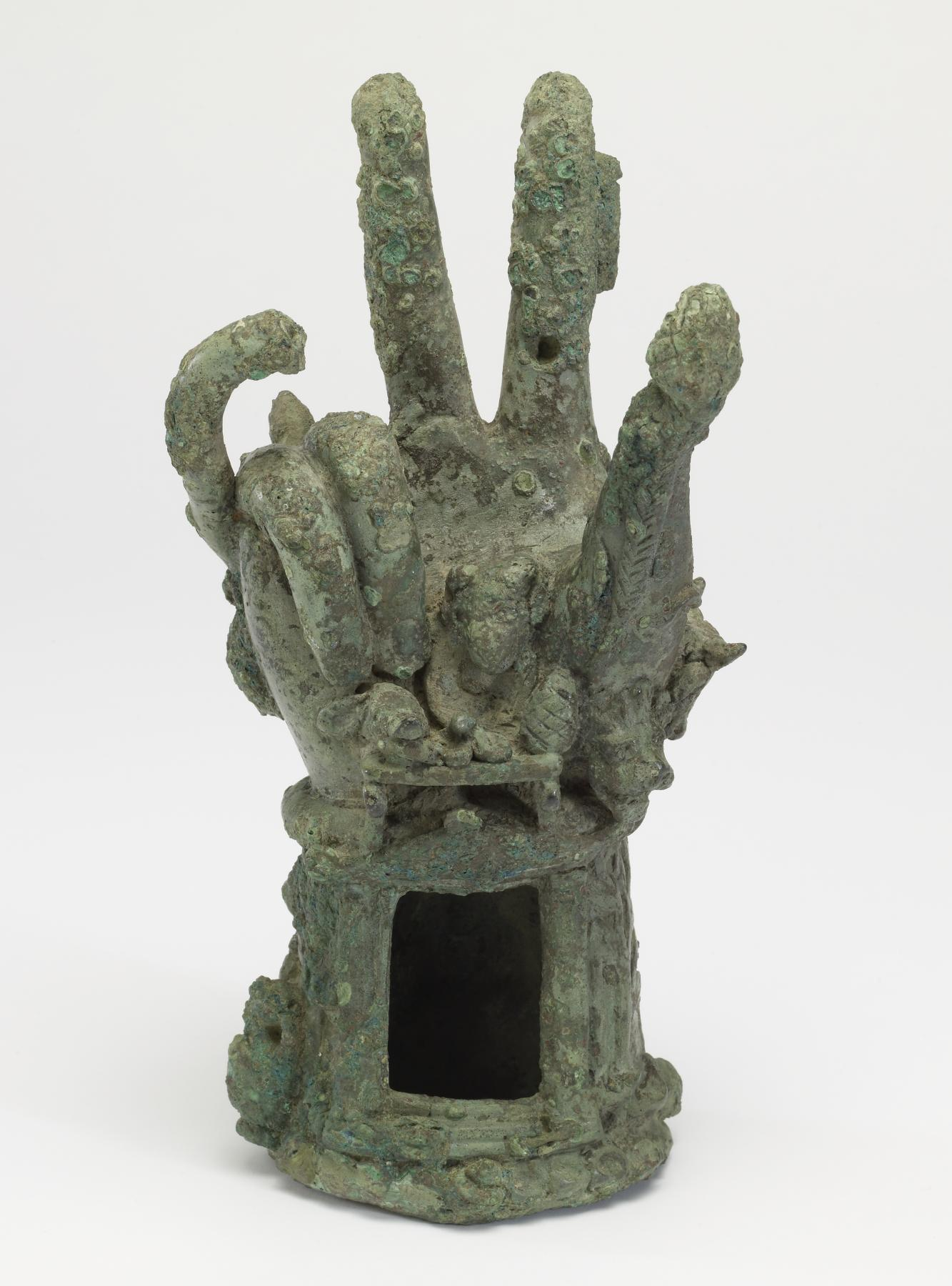
이 구리 합금 로마 사바지오스 손은 의식적인 숭배에 사용되었다. 오늘날 소장품으로 남아 있는 손은 거의 없다. 월터스 미술관, 볼티모어.

## 기마신

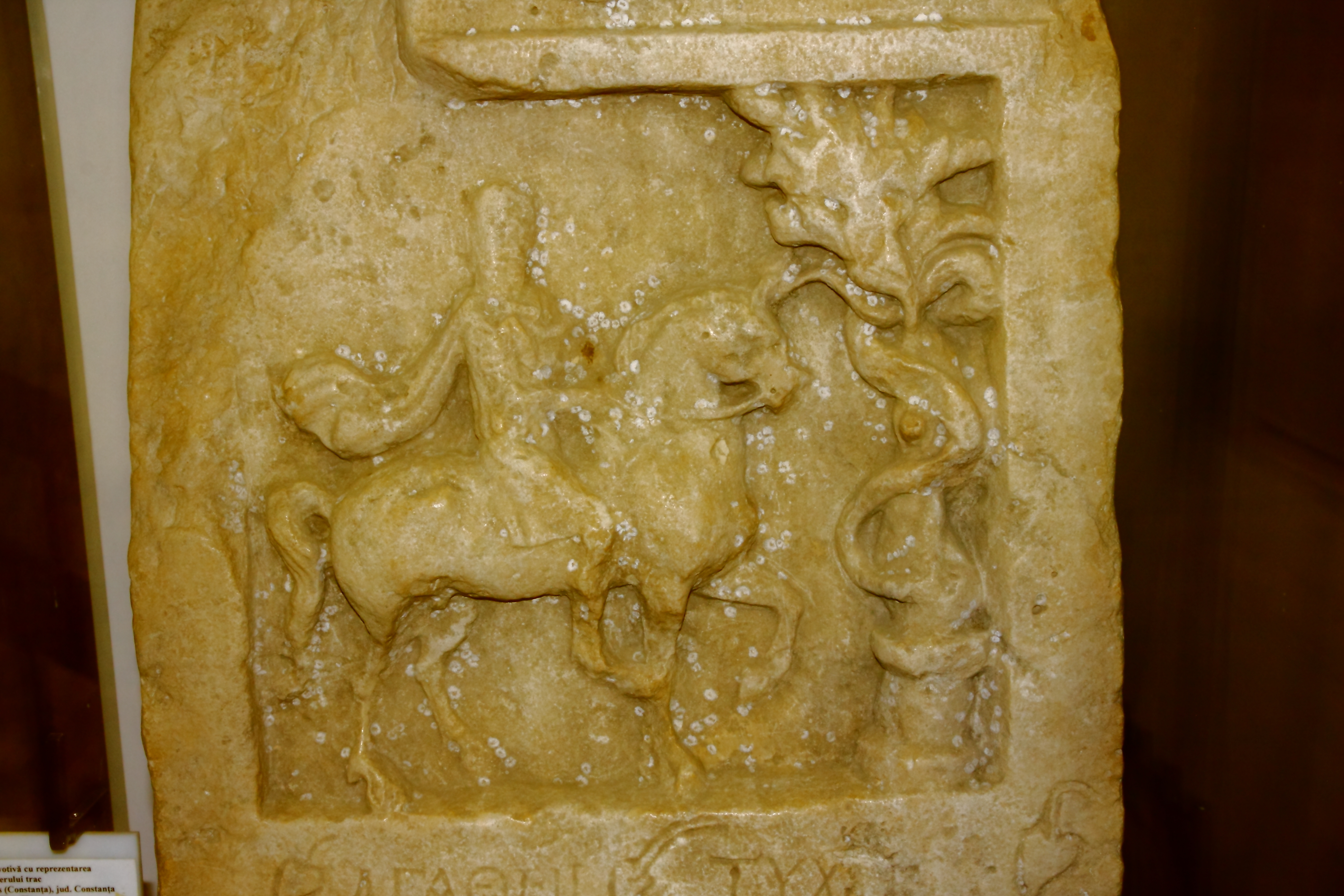
트라키아 기병, 루마니아 국립 역사 박물관

더 많은 "기마신" 석비가 튀르키예 부르두르 박물관에 있다. 로마 황제 고르디아누스 3세 재위 시기, 트라키아와 다뉴브강 사이의 하부 모이시아 지방 이스트루스와 이웃한 리키아의 틀로스에서 주조된 동전에 기마신이 나타난다. 어린 황제의 할아버지는 특이한 코그노멘인 고르디아누스 때문에 아나톨리아 가문 출신이라고 일반적으로 여겨진다. 말에 탄 신 또는 영웅이 그의 말이 짓밟는 지하의 뱀과 싸우는 상징적인 이미지는 켈트족의 봉헌 기둥에 나타나며, 기독교가 도래하면서 이 이미지는 쉽게 성 게오르기우스와 용의 이미지로 변형되었는데, 그 가장 오래된 묘사는 10세기와 11세기의 카파도키아, 11세기의 조지아와 아르메니아에서 발견된다.

## 도상학, 묘사 및 헬레니즘적 연관성

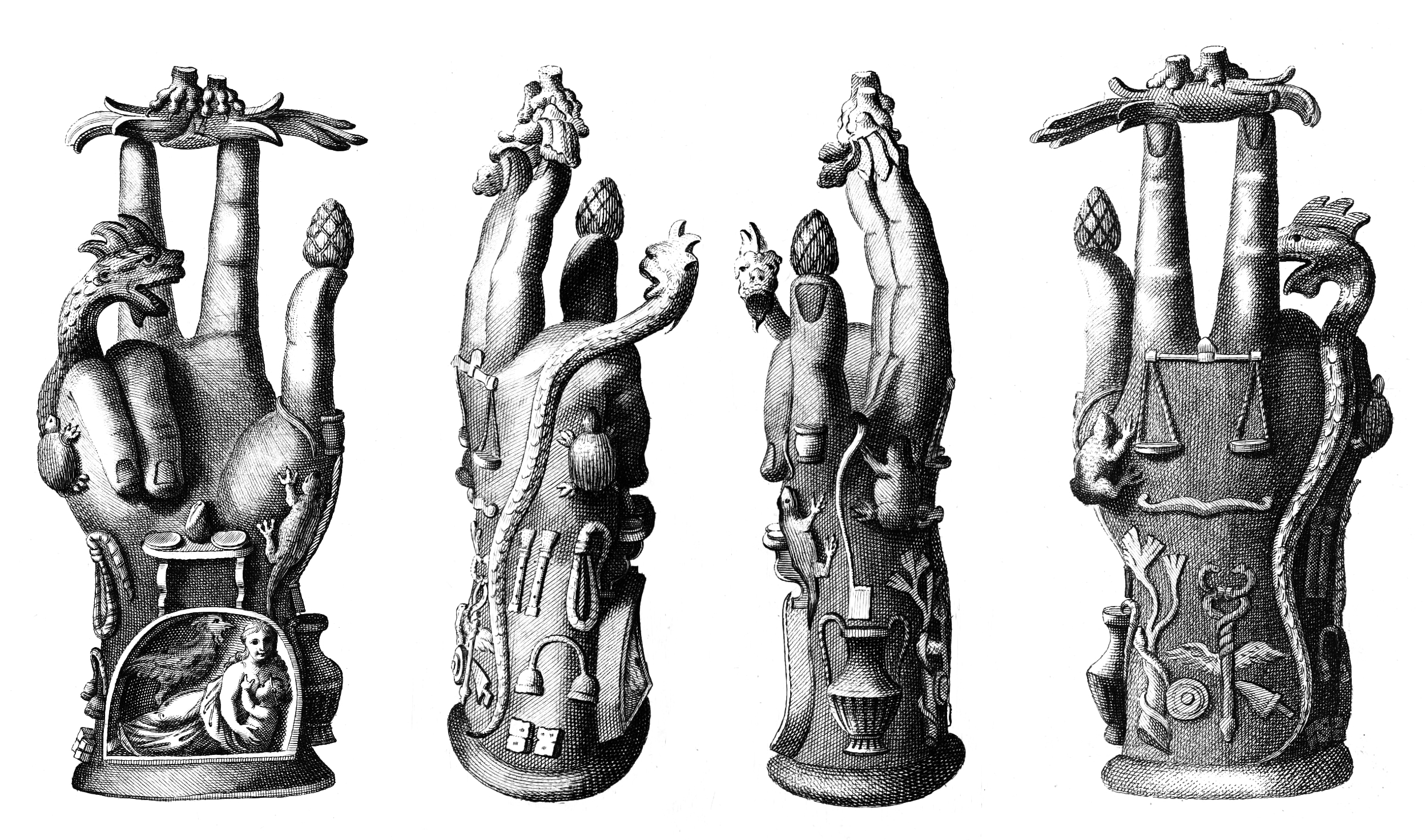
다양한 각도에서 본 모습.

니코폴리스 아드 이스트룸에서 발굴된 로마 비문 중에서 사바지오스는 일반적으로 유피테르와 동일시되며 메르쿠리우스와 함께 언급된다. 마찬가지로 헬레니즘 기념물에서는 사바지오스가 명시적으로(비문을 통해) 또는 암시적으로(도상학을 통해) 제우스와 연관된다. 필리포폴리스의 대리석 판에는 사바지오스가 여러 신들과 여신들 사이에 곱슬머리 수염을 가진 중앙 신으로 묘사되어 있다. 그의 왼쪽 발 아래에는 숫양 머리가 있고, 왼손에는 베네딕티오 라티나 제스처를 한 손 모양의 지팡이를 들고 있다. 사바지오스의 오른쪽에는 루나, 판, 메르쿠리우스의 흉상이, 왼쪽에는 솔, 포르투나, 다프네의 흉상이 함께 있다. 마크로비우스에 따르면 리베르와 헬리오스는 트라키아인들 사이에서 사바지오스로 숭배되었다. 이 설명은 사바지오스를 디오니소스와 동일시하는 다른 고전 문헌들과 일치한다. 사바지오스는 또한 베네딕티오 라티나 제스처를 한 청동 오른손을 묘사한 여러 고고학적 발견물과도 관련이 있다. 이 손은 의식적 의미를 가졌으며, (필리포폴리스 판에 묘사된 사바지오스가 들고 있는 것처럼) 지팡이에 부착되었을 수도 있다. 많은 변형이 있지만, 사바지오스의 손은 일반적으로 엄지손가락에 솔방울이 있고, 손목을 감싸고 굽은 약지와 새끼손가락 위로 뱀 한 마리 또는 두 마리가 묘사된다. 사바지오스의 손에 가끔 포함되는 추가 상징으로는 검지와 중지 위 번개, 손등의 거북이와 도마뱀, 독수리, 숫양, 잎 없는 나뭇가지, 티르소스, 그리고 기마 영웅 등이 있다.

## 아테네의 사바지오스
아테네에서 주로 여성들이 행하던 열광적인 동방 의식은 데모스테네스가 어머니의 숭배 단체에 참여한 상대를 폄훼하기 위해 수사학적 목적으로 한데 모아졌다.
성인이 되자 당신은 어머니가 의식과 다른 의례를 행하는 것을 도왔고, 의식 문헌을 소리내어 읽었다 ... 당신은 살찐 뱀을 문질러 머리 위로 흔들며 에우오이 사보이와 후스 아테스, 아테스 후스를 외쳤다.

## 사바지우스로의 변모

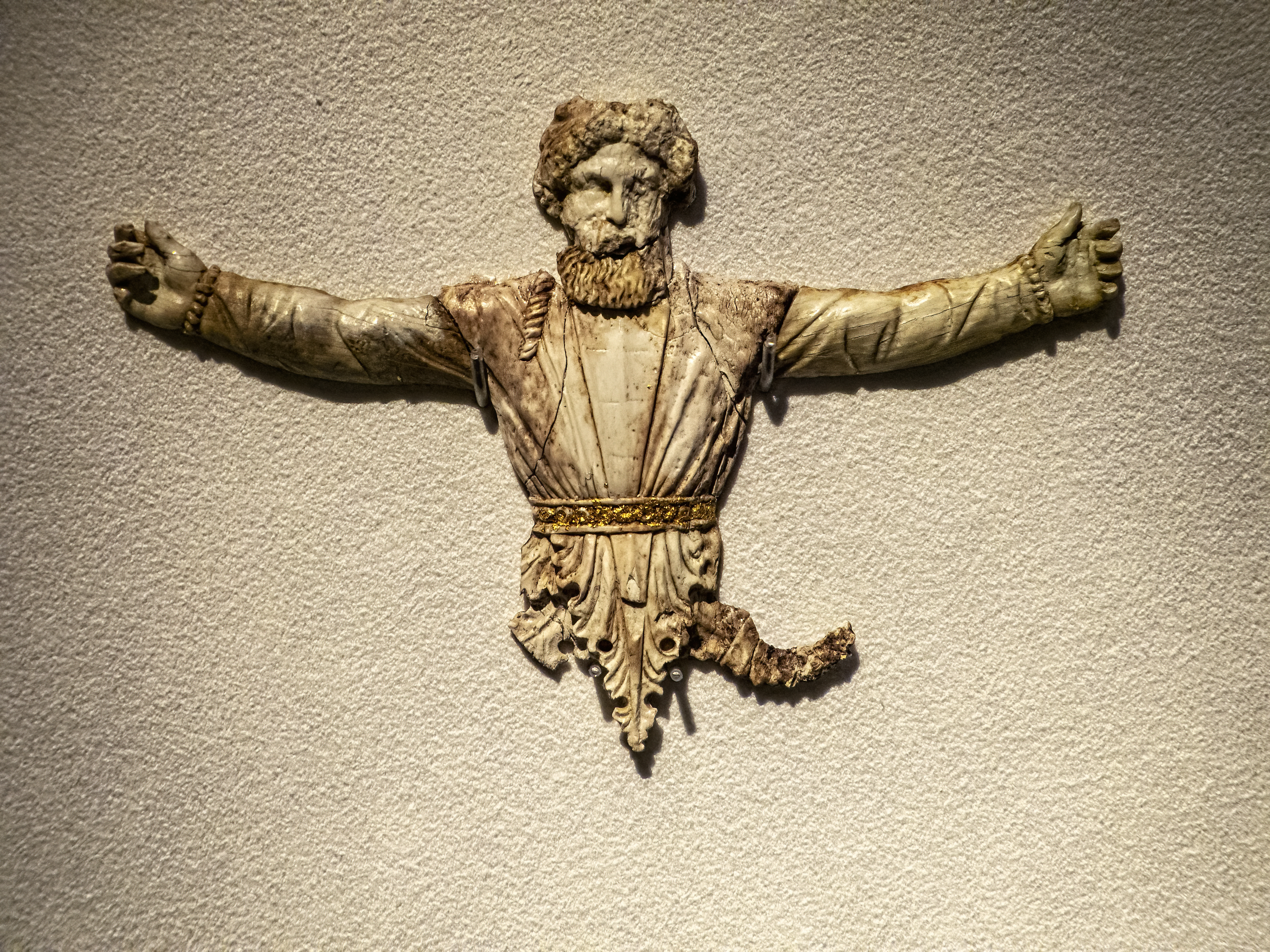
알렉산드로스 4세의 무덤에서 발견된 사바지오스 상아 조각상, 아이게 왕릉 박물관 (베르기나).

사바지오스가 로마 세계로 전파된 것은 상당 부분 페르가몬을 통해 이루어진 것으로 보인다. 그리스 종교의 본래 융합적 접근 방식은 구분을 모호하게 만들었다. 기원후 1세기 스트라본과 같은 후대 그리스 작가들은 사바지오스를 레아와 디오니소스의 신성한 의식을 행하는 프리기아 사제들과 추종자들 사이에서 자그레우스와 연결시켰다. 스트라본의 시칠리아 동시대인 디오도로스 시켈로스는 사바지오스를 제우스와 페르세포네 사이에서 태어난 비밀스러운 '두 번째' 디오니소스와 혼동했는데, 이러한 연결은 현존하는 비문에서는 발견되지 않으며, 비문들은 전적으로 제우스 사바지오스에게 바쳐졌다. 알렉산드리아의 클레멘스는 로마인들 사이에서 행해지던 사바지오스의 비밀스러운 의식이 프리기아의 기마신과는 관련 없는 뱀이라는 지하 생물을 포함한다고 들었다. "'가슴 속의 신'은 사바지오스 밀교 입문자들의 암호이다." 클레멘스는 다음과 같이 보고한다: "이것은 입문자들의 가슴을 통과하는 뱀이다."
훨씬 후인 동로마 그리스 백과사전 수다 ( 10세기경)는 다음과 같이 단호하게 서술한다.
사바지오스 ...는 디오니소스와 동일하다. 그는 그와 관련된 의식에서 이러한 호칭을 얻었다. 야만인들은 바쿠스적인 외침을 "사바제인"이라고 부르기 때문이다. 따라서 일부 그리스인들도 이를 따라 그 외침을 "사바스모스"라고 부르며, 이로 인해 디오니소스가 사바지오스가 된다. 그들은 또한 그와 그의 박카스 여신에게 봉헌된 장소들을 "사보이"라고 불렀다 ... 데모스테네스 [연설] "크테시폰을 위하여" [에서 그들을 언급한다]. 어떤 이들은 사보이가 사바지오스, 즉 디오니소스에게 봉헌된 자들을 지칭하는 용어이며, 바코스에게 봉헌된 자들을 바코이라고 부르는 것과 같다고 말한다. 그들은 사바지오스와 디오니소스가 동일하다고 말한다. 따라서 어떤 이들은 그리스인들이 박카스를 사보이라고 부른다고도 말한다.
로마 유적지에서, 체페라나의 산 베난치오 수도원 교회의 벽에 박힌 비문은 르네상스 인문주의자에게 그것이 유피테르 사바지우스 신전의 기초 위에 세워졌음을 시사했지만, 현대 학자들에 따르면 야외의 기마신 사바지우스에게 봉헌된 신전은 단 한 곳도 발견되지 않았다. 일반적으로 구리나 청동으로 만들어진 작은 봉헌용 손들은 종종 사바지오스 숭배와 관련이 있다. 이 손들 중 다수는 밑부분에 작은 구멍이 있어 나무 기둥에 부착되어 행렬에서 운반되었을 수 있음을 시사한다. 이 물건들의 상징성은 잘 알려져 있지 않다.

## 유대교와의 연관성
발레리우스 막시무스의 유실된 책의 요약본에 따르면, 기원전 139년에 로마에 정착한 첫 유대인들은 코르넬리우스 히스팔루스에 의해 칼데아 점성술사들과 함께 "타락시키는" "유피테르 사바지우스" 숭배의 전파를 금지하는 법에 따라 추방되었다.
마르쿠스 포필리우스 라에나스와 루키우스 칼푸르니우스가 집정관이었던 해에, 프라이토르 페레그리누스 그나이우스 코르넬리우스 히스팔루스는 점성술사들에게 칙령으로 10일 이내에 로마와 이탈리아를 떠나라고 명령했다. 그들이 별을 잘못 해석하여 변덕스럽고 어리석은 마음을 교란시키고 거짓말을 통해 이득을 취했기 때문이었다. 같은 프라이토르는 유피테르 사바지우스 숭배로 로마의 풍습을 오염시키려 했던 유대인들에게 고향으로 돌아가라고 강요했다.
이를 통해 로마인들이 유대인의 YHVH 체바오트 ("사바오트", "군대의")를 유피테르 사바지우스와 동일시했다고 추정된다.
사바지오스와 사바오트의 이러한 아마도 잘못된 연결은 종종 반복되었다. 비슷한 맥락에서 플루타르코스는 유대인들이 디오니소스를 숭배했으며, 안식일이 사바지오스의 축제였다고 주장했다. 플루타르코스는 또한 유대인의 신을 "이집트"의 티폰과 동일시하는 것에 대해 논의했지만, 나중에 이를 거부한다. 일신론적 히프시스타리아니는 이 이름으로 가장 높은 신을 숭배했는데, 이는 유대 신의 한 형태였을 수 있다.

## 더 읽어보기
- García y Bellido, A. (1967). 〈Sabazios〉. 《Les religions orientales dans l'Espagne romaine》. 73–81쪽. doi:10.1163/9789004296138_009. ISBN 978-90-04-29613-8.
- Fellmann, Rudolf (1981). 〈Der Sabazios-Kult〉. 《Die orientalischen Religionen im Römerreich》. 316–340쪽. doi:10.1163/9789004295711_013. ISBN 978-90-04-06356-3.
- Fol, Aleksandar N. (1998). 〈Pontic Interactions: the Cult of Sabazios〉.   Tsetskhladze, Gocha R. 《The Greek Colonisation of the Black Sea Area: Historical Interpretation of Archaeology》. Franz Steiner Verlag. 79–84쪽. ISBN 978-3-515-07302-8.
- Kloft, Hans (1999). 〈Dionysos – Sabazios〉. 《Mysterienkulte der Antike: Götter, Menschen, Rituale》. Verlag C.H.Beck. 27–42쪽. ISBN 978-3-406-73659-9. JSTOR j.ctv1168m4s.6.
- Picard, Ch. (1961). 《Sabazios, dieu thraco-phrygien: expansion et aspects nouveaux de son culte》. 《Revue Archéologique》 2. 129–176쪽. JSTOR 41754824.
- Roller, L.E. "The Anatolian Cult of Sabazios". In: Ancient Journeys: A Festschrift in Honor of Eugene Numa Lane (C. Callaway and P.A. Draper, eds.). STOA, 2002. Online link: https://www.stoa.org/texts/2001/01/0008/
- Selem, Petar (1980). 〈Sabazios〉. 《Les religions orientales dans la Pannonie Romaine》. 250–257쪽. doi:10.1163/9789004295650_006. ISBN 978-90-04-06180-4.
- Ustinova, Yulia (1999). 〈The Most High God and Sabazios〉. 《The Supreme Gods of the Bosporan Kingdom》. 241–254쪽. doi:10.1163/9789004295902_010. ISBN 978-90-04-11231-5.
- Vitas, Nadežda Gavrilović (2021). 〈Sabazius〉. 《Ex Asia et Syria: Oriental Religions in the Roman Central Balkans》. Archaeopress. 77–91쪽. doi:10.2307/j.ctv1gt94hj.11. ISBN 978-1-78969-914-2. JSTOR j.ctv1gt94hj.11. S2CID 240642219.

사바지오스와 유대교
- Bodinger, Martin (2002). 《Deux problèmes d'histoire des religions au monde antique : i. Le dieu sabazios et le judaïsme》 [고대 세계 종교사 두 문제: i. 신 사바지오스와 유대교]. 《Archaevs》 (프랑스어) 6. 121–139쪽.
- Lane, Eugene N. (November 1979). 《Sabazius and the Jews in Valerius Maximus: a Re-examination》. 《Journal of Roman Studies》 69. 35–38쪽. doi:10.2307/299057. JSTOR 299057. S2CID 163401482.
- Trebilco, Paul R. (1991). 〈Theos Hypsistos and Sabazios – syncretism in Judaism in Asia Minor?〉. 《Jewish Communities in Asia Minor》. 127–144쪽. doi:10.1017/CBO9780511520464.009. ISBN 978-0-521-40120-3.